# OPEX (maatschappij)
Maatschappij "Ostende Phare et Extension" afgekort tot OPEX, was de naam van de firma die eind 19de eeuw in Oostende werd  belast met de opbouw van een totaal nieuwe wijk voor de vissers en arbeiders aan de rechterzijde van de Oostendse haven langs de toenmalige Congolaan (nu E. Moureauxlaan).
De vissers- en arbeidersbuurt was tot dan toe gevestigd aan de Oostendse visserskaai en kwam zodanig onder druk van de toeristische uitbouw van de stad dat naar een andere locatie diende te worden gezocht.
De huidige Oostendse wijk tussen de E. Moreaulaan en de Oostendse spuikom (ondertussen ook een gewone woonwijk met een combinatie van rijhuizen, bungalows, villa's en appartementen) wordt trouwens nog steeds de Vuurtorenwijk of "Opexwijk" genoemd.